# Acanthoplusia
Acanthoplusia là một chi bướm đêm thuộc họ Noctuidae.